# 우에쇼친코서

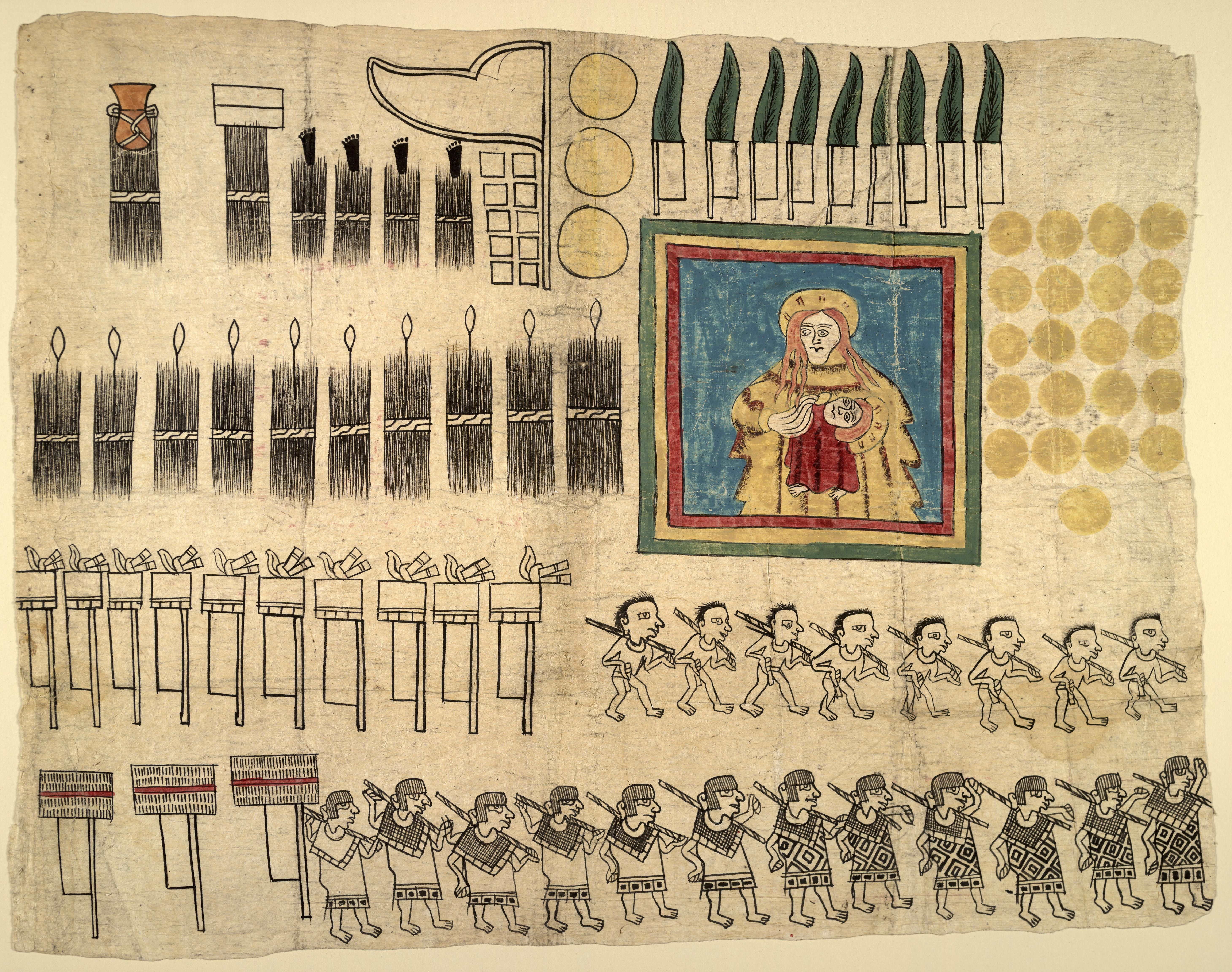
『우에쇼친코서』 첫 페이지. 이 페이지에 그려진 성모자상은 멕시코 최초의 현지산 성모자상으로 여겨진다.

『우에쇼친코서』(Huexotzinco Codex)는 식민지 시기 작성된 나우아틀어 그림책이다. 아마틀 종이 여덟 장으로 이루어져 있다. 멕시코 정복으로부터 10년이 흐른 1531년에 고소 증거용 자료로 작성된 것이다.
당시 멕시코시 남동쪽의 우에쇼친코라는 나와족 마을이 있었는데, 이 마을의 원주민들은 에르난 코르테스와 동맹관계였고 코르테스가 아스텍 제국을 무너뜨리는 데 협력했다.
아스텍 정복 이후 우에쇼친코는 코르테스의 엔코미엔다에 속하게 되었다. 코르테스가 1529년 에스파냐 본국에 소환되자 멕시코 심문원은 코르테스를 견제하기 위해 코르테스와 동맹관계였던 우에쇼친코 원주민들에게 과중한 세금을 물리는 등 괴롭혔다. 이듬해 멕시코로 돌아온 코르테스는 우에쇼친코 원주민들과 함께 심문원의 권력남용에 대한  고소장을 작성했다. 『우에쇼친코서』는 그 증거자료로서 작성된 것으로, 코르테스의 부재 중에 심문원장 누뇨 데 구스만이 원주민들을 어떻게 괴롭혔는지 그림을 곁들여 상세하게 설명하고 있다.
코르테스와 우에쇼친코 원주민들의 소송은 멕시코에서는 승소했으나, 곧 에스파냐 본국의 서인도 참사원에 항고되었다. 항고심 결과가 어찌했는지는 이 문서만으로는 알 수 없다. 이후 의회도서관에서 발견된 문서에 따르면 에스파냐 국왕 카를로스 1세는 멕시코 심문원의 에스파냐인들에게 우에쇼친코 원주민들에게서 거둔 세금의 3분의 2를 돌려주라는 판결을 내렸다고 한다.